# Coelichneumon imperiosus
Coelichneumon imperiosus är en stekelart som först beskrevs av Wesmael 1857.  Coelichneumon imperiosus ingår i släktet Coelichneumon och familjen brokparasitsteklar. Inga underarter finns listade i Catalogue of Life.